# New York Taxi
New York Taxi (ang. Taxi) – amerykańsko–francuska komedia sensacyjna z 2004 roku w reżyserii Tima Story’ego. Remake francuskiego filmu Taxi (1998) Gérarda Pirèsa. Zdjęcia kręcono w Nowym Jorku i w Phoenix.

## Fabuła
Belle Williams właśnie udało jej się uzyskać licencję na prowadzenie taksówki, ale już pierwszego dnia do taksówki wsiadł Andy Washburn, policjant, który został zdegradowany za zniweczenie ważnej akcji. Belle pomaga mu w ściganiu rozpracowywanego przez niego gangu.

## Obsada
- Queen Latifah − Belle Williams
- Jimmy Fallon − Andy Washburn
- Gisele Bündchen − Vanessa Scherzinger